# Kathedrale Sweta Nedelja

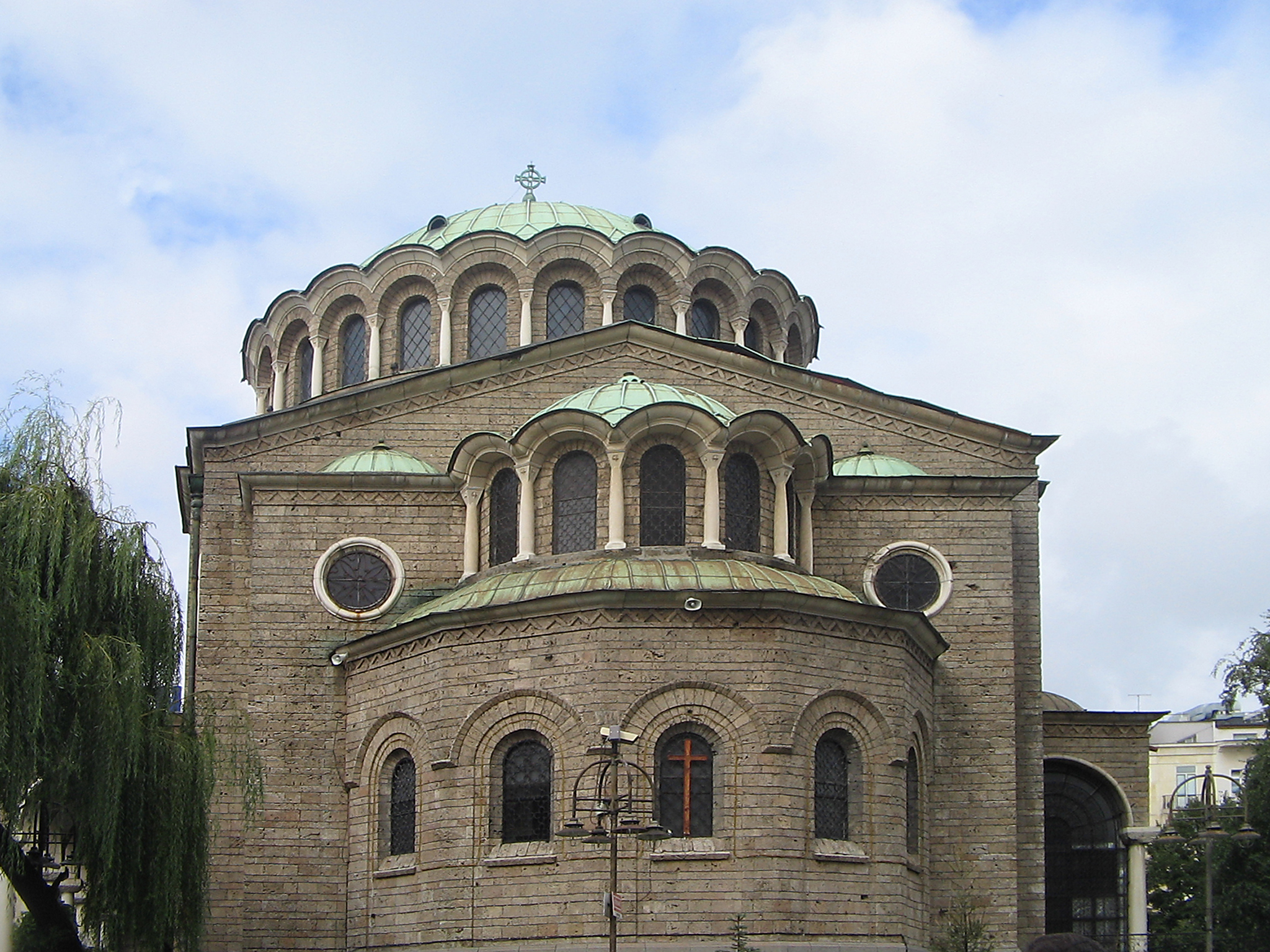
Ostfassade der Kathedrale Sweta Nedelja

Die Kathedrale Sweta Nedelja (bulgarisch катедрала Света Неделя) ist die Kathedrale des Metropoliten (Erzbischofs) von Sofia der bulgarisch-orthodoxen Kirche in der bulgarischen Hauptstadt Sofia.

## Lage
Die Kathedrale Sweta Nedelja befindet sich in der Nähe des Largo-Architekturkomplexes im Zentrum von Sofia auf dem gleichnamigen Platz. Unmittelbar östlich der Kathedrale schließen sich das Sheraton Hotel Sofia, die Kirche Sweta Petka Samardschijska, das Zentralkaufhaus Sofia, die Banja-Baschi-Moschee und das Zentrale Mineralbad Sofia (erbaut 1913) mit dem Bad-Platz (площад Бански/Ploschtad Banski) an. Westlich der Kathedrale befindet sich das Theologische Institut der St. Kliment Ohridski-Universität Sofia. Auf der gegenüberliegenden Seite des Platzes liegt das Zentralgebäude der Bulbank.

## Geschichte

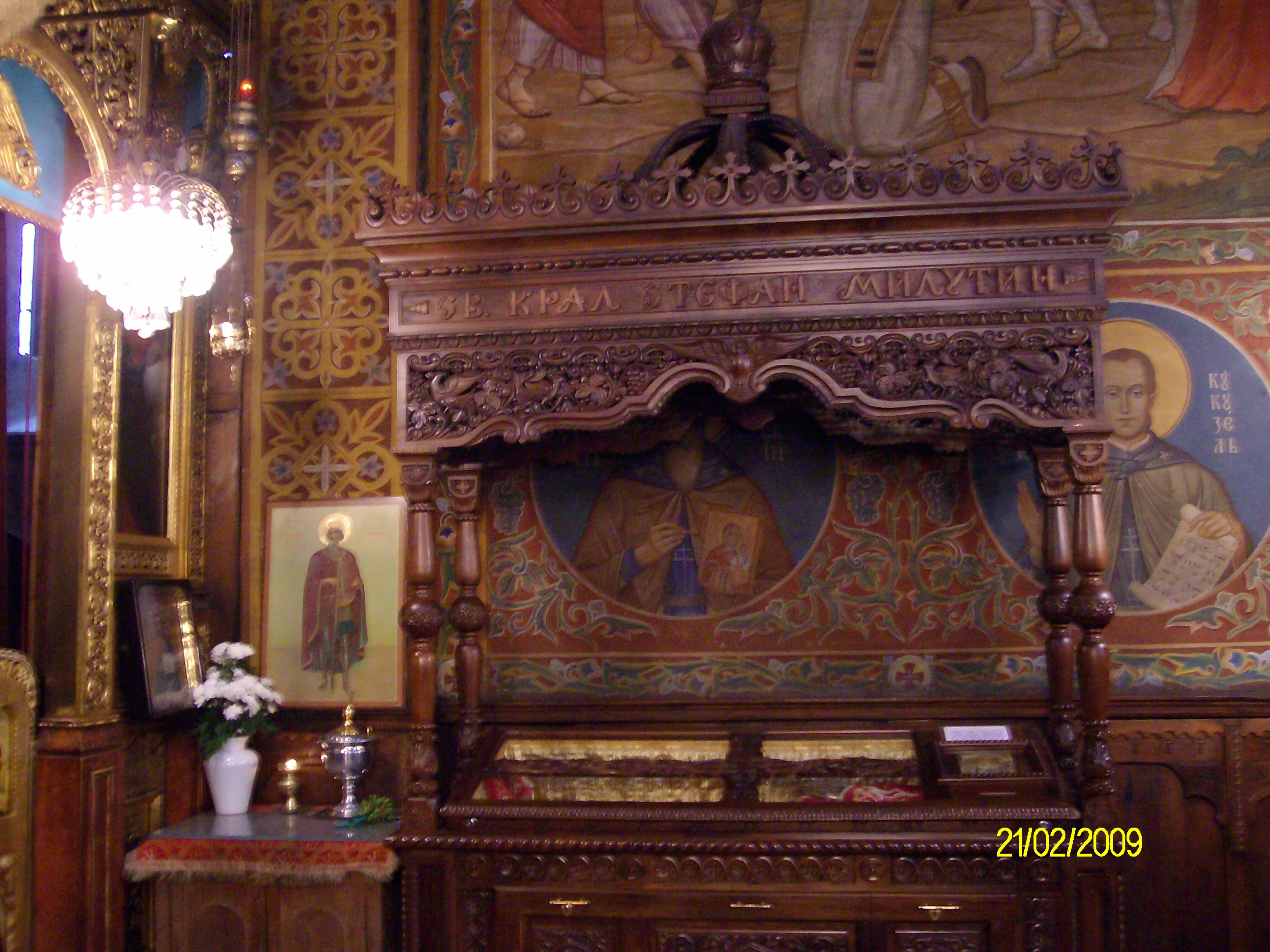
Der Reliquienschrein von Stefan Uroš II. Milutin

Die Kathedrale Sweta Nedelja ist eine mittelalterliche Kirche, die mehrmals Zerstörung erlitten hat und mehrfach umgebaut wurde. Unterhalb der Kathedrale und am Platz vor dem Hotel Sheraton befinden sich Überreste der alten Römischen Bäder von Serdica (siehe hierzu Zentrales Mineralbad Sofia#Geschichte).
Im späten 19. und den ersten Jahrzehnten des 20. Jahrhunderts wurde die Kathedrale auch „Heiliger König“ (bulg. Свети Крал/Sweti Kral) genannt, da der Leichnam des serbischen Königs Stefan Uroš II. Milutin (1282–1321) hier aufbewahrt wird. König Milutin wird in Bulgarien als Heiliger verehrt und seine Gebeine haben den Status einer Reliquie.
Im Jahr 1925 wurde von Kommunisten ein Bombenanschlag auf die Kathedrale Sweta Nedelja verübt, bei dem 120 Personen getötet und 500 verletzt wurden.

## Name
Der Ursprung des Namens Sveta Nedelya ist nicht vollständig geklärt. Die Kirche wurde vom deutschen Reisenden Stephan Gerlach im Jahr 1578 unter mehreren Namen erwähnt, darunter „Kirche des Herrn“ und „Kirche Jesu Christi“, vor allem aber unter dem griechischen Namen „Kyriaki“ (Κυριακή), dem griechischen Wort für Kirche, was wörtlich „dem Herrn (Christus) zugehörig“ bedeutet. Vermutlich ist der Bezug zu St. Dominica zutreffend, da der bulgarische Name Nedelja lautet.
Daneben wird Kyriaki aber auch mit einer christlichen Märtyrerin aus dem dritten Jahrhundert, der Heiligen Cyriacia (Кириакия) in Verbindung gebracht.